# Atsuhiko Mori
Atsuhiko Mori (jap. 森 敦彦, Mori Atsuhiko; * 31. Mai 1972 in der Präfektur Hyōgo) ist ein ehemaliger japanischer Fußballspieler.

## Karriere
Mori erlernte das Fußballspielen in der Schulmannschaft der Takigawa Daini High School. Seinen ersten Vertrag unterschrieb er 1991 bei All Nippon Airways. Der Verein spielte in der höchsten Liga des Landes, der Japan Soccer League. Mit Gründung der Profiliga J.League 1992 und der damit verbundenen Neuorganisation des japanischen Fußballs wurde All Nippon Airways zu den Yokohama Flügels. 1993 gewann er mit dem Verein den Kaiserpokal. Für den Verein absolvierte er 107 Erstligaspiele. Im April 1997 wechselte er zum Zweitligisten Consadole Sapporo. 1997 wurde er mit dem Verein Meister der Japan Football League. Ende 1997 beendete er seine Karriere als Fußballspieler.

## Erfolge
Yokohama Flügels
- Kaiserpokal

Sieger: 1993
Finalist: 1997